# لیک مری (فلوریدا)
لیک مری (به انگلیسی: Lake Mary) شهری در شهرستان سمینول ایالت فلوریدا است که در سال ۱۹۷۳ بنیان‌گذاری شده‌است. این شهر طبق سرشماری سال ۲۰۱۰ میلادی، ۱۳٬۸۲۲ نفر جمعیت داشته و مساحت آن نیز ۲۵٫۰ کیلومتر مربع است.